# إلفيس مارلي أباريسيدو بيتينكورت
إلفيس مارلي أباريسيدو بيتينكورت (بالبرتغالية: Elvis Marley Aparecido Bittencourt‏) المعروف باسم إيلفينيو (بالبرتغالية: Elvinho‏) (ولد في 29 يناير 1992 في سيرانا، البرازيل) لاعب كرة قدم برازيلي يجيد اللعب في مركز الوسط المهاجم وبدرجة أقل الجناح الأيمن. يلعب حاليا لصالح المنامة البحريني منذ 2023.